# Agguato al grande canyon
Agguato al grande canyon (Massacre Canyon) è un film del 1954 diretto da Fred F. Sears.

## Trama
Un piccolo contingente di soldati sta scortando un carico di armi e due ragazze in un viaggio che li condurrà in territorio indiano. Un'involontaria delazione metterà gli Apache al corrente del loro viaggio e cercheranno di fermarli. Il coraggio dei soldati eviterà il disastro.